# Stade Otávio Limeira Alves
Le Stade Otávio Limeira Alves (en portugais : Estádio Otávio Limeira Alves), également surnommé Limeirão, est un stade de football brésilien situé dans la ville de Santa Cruz do Capibaribe, dans l'État du Pernambouc.
Le stade, doté de 5 039 places et inauguré en 1938, sert d'enceinte à domicile à l'équipe de football de la Sociedade Esportiva Ypiranga Futebol Clube.

## Histoire
Le stade ouvre ses portes en 1938 dans le quartier de Centro (en plein cœur de la ville de Santa Cruz do Capibaribe). Il est inauguré le 3 juillet 1938.
Il subit des rénovations en 1952, en 1985 et en 1993, et deux extensions en 1995 et 2004.
Le record d'affluence au stade est de 8 135 spectateurs, lors d'une victoire 2-1 des locaux d'Ypiranga sur le Sport le 3 février 2006.